# Алатристе
Алатристе (шп. Alatriste) је шпански историјски ратни филм из 2006. године. Филм је заснован на серији историјских романа које је написао Артуро Перез Реверте, и приказује Шпанску империју у 17. веку. До 2017. сматран је најскупљим шпанским филмом свих времена.

## Радња
Филм прати авантуре капетана Дијега Алатристеа и његовог посинка Ињига Балбое, сиромашних, али поносних шпанских најамника са почетка 17. века. Њихови доживљаји крећу се од Осамдесетогодишњег рата у Холандији (обојица учествују у опсади Бреде 1625), преко политичких борби на шпанском двору (капетан Алатристе спречава атентат на енглеско посланство на челу са принцом од Велса, будућим краљем Чарлсом I) и љубавних доживљаја обојице јунака (Алатристе је у вези са краљевом љубавницом, а Ињиго са инфантином дворском дамом), до јуначке смрти капетана Алатристеа у бици код Рокроа (1643).

## Улоге
- Виго Мортенсен - капетан Дијего Алатристе, шпански најамник у служби краља Филипа IV (1621-1665), који додатно зарађује као плаћени убица.